# Thrincophora indecretana
Thrincophora indecretana es una especie de mariposa del género Thrincophora, familia Tortricidae.
Fue descrita científicamente por Walker en 1863.